# Tjeckiens herrlandslag i vattenpolo
Tjeckiens herrlandslag i vattenpolo representerar Tjeckien i vattenpolo på herrsidan. Laget deltog, efter att tidigare främst ha hållit till i B-gruppen, i kvalspelet till Europamästerskapets A-turnering 2014, men gick inte vidare till huvudturneringen.

### Fotnoter
1. ↑  Todor Krastev (12 mars 2014). ”Men Water Polo European Championship 2014 Qualification played 2013-2014” (på engelska). Sport Statistics. http://todor66.com/Water_Polo/Europe/Men_Q_2014.html. Läst 5 augusti 2015.